# فالون توليس جويس
فالون أبيجيل توليس-جويس (ولدت في 19 أكتوبر 1996) هي لاعبة كرة قدم أمريكية محترفة تلعب كحارسة مرمى لنادي مانشستر يونايتد الإنجليزي لكرة القدم للسيدات نادي ضمن دوري السوبر للسيدات ومنتخب الولايات المتحدة.

لعبت سابقًا كرة القدم الجامعية لفريق ميامي هوريكانز ولعبت بشكل احترافي مع نادي ريمس الفرنسي النسائي من الدرجة الأولى ونادي أو إل رين في الدوري الوطني لكرة القدم النسائية.

## نشأتها
وُلدت توليس-جويس ونشأت في لونغ آيلاند، نيويورك، والتحقت بمدرسة لونغوود الثانوية حيث كانت لاعبة جامعية لمدة خمس سنوات، وحصلت على لقب أفضل لاعبة. حازت توليس-جويس على جوائز عدة، واختيرت ضمن أفضل لاعبي الدوري والمؤتمرات والمقاطعات في مواسمها الثلاثة الأخيرة، كما اختيرت كأفضل لاعبة في الدوري الأول عام 2012. كما اختيرت ضمن فريق الولاية في موسم 2012-13.
لعبت توليس-جويس مع نادي ماتش فيت كولشيسترز لكرة القدم، وساهمت في قيادة الفريق إلى بطولة الدوري الوطني الأمريكي للشباب عام 2013. سبق لها اللعب مع فريق فارمنجديل يونايتد وفريق ويستشستر إيليت التابع لدوري كرة القدم المحترفات. كما لعبت مع برنامج التطوير الأولمبي لشرق نيويورك وفريق الإقليمي.
التحقت توليس-جويس بجامعة ميامي حيث لعبت كرة القدم الجامعية مع فريق ميامي هوريكانز. كطالبة جديدة، بدأت كحارسة مرمى تسع مرات، وتصدت 24 كرة، واستقبلت 13 هدفًا، مع استقبال هدف واحد أو أقل في خمس مباريات لعبتها. احتلت المرتبة التاسعة في مؤتمر الساحل الأطلسي في عدد مرات الحفاظ على نظافة شباكها يمعدل (0.22) خلال موسمها الثاني مع الفريق، كانت توليس-جويس حارسة المرمى الأساسية، وتم اختيارها ضمن الفريق الأكاديمي لمؤتمر الساحل الأطلسي. حصلت على لقب لاعبة الأسبوع الجامعية في الرابطة الوطنية لرياضة الجامعات ولاعبة الأسبوع الدفاعية في مؤتمر الساحل الأطلسي في سبتمبر 2016.

## مسيرتها الكروية

### نادي ريمس
انضمت توليس-جويس إلى مسودة الدوري الوطني لكرة القدم للسيدات لعام 2019، لكنها لم تُختار. في 19 يناير 2019، وقّعت توليس-جويس مع نادي ستاد ريمس، من الدرجة الثانية الفرنسية. ظهرت لأول مرة في 14 أبريل 2019، في مباراة بالدوري فاز فيها الفريق على بريست بنتيجة 4-0. صعد الفريق إلى دوري الأبطال في نهاية الموسم. خلال موسم 2019-20، كانت حارسة المرمى الأساسية في 16 مباراة. أنهى ريمس الموسم العادي في المركز الثامن بسجل أربع انتصارات و تسعة نعادلات وثلاث هزائم. خلال موسم 2020-21، بدأت في جميع جولات الدوري. أنهى ريمس الموسم في المركز السادس بسجل تسعة انتصارات وعشرات تعادلات وثلاثة هزائم.

### نادي أو إل

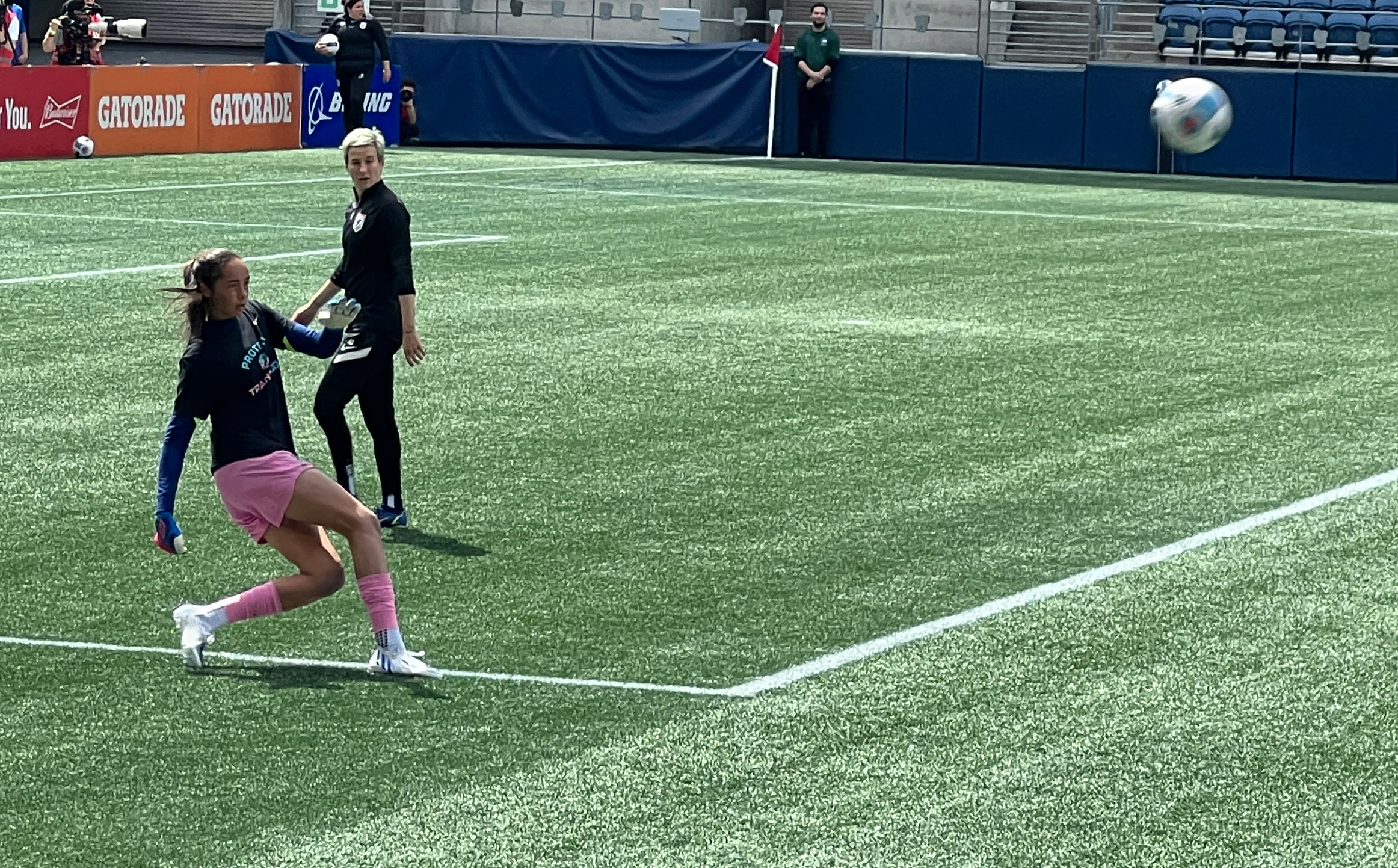
توليس-جويس يركل الكرة بينما تنظر إليه زميلته في الفريق ميجان رابينو أثناء عمليات الإحماء قبل المباراة، مايو 2022

في 8 أبريل 2021، وقعت توليس-جويس عقدًا لمدة عام ونصف مع نادي أو إل في الدوري الوطني الأمريكي لكرة القدم للسيدات. خلال موسم موسم 2021، كانت حارسة مرمى احتياطية للاعبة الدولية الفرنسية المعارة سارة بوهادي وشاركت في مباراة واحدة خلال الموسم. انهى الفريق المسابقة في المركز الثاني خلال الموسم العادي بسجل 13 فوز و3 تعادلات و8 خسائر. بعد التقدم إلى تصفيات الدوري الوطني لكرة القدم للسيدات، تم إقصاؤهم على يد واشنطن سبيريت، البطل النهائي.
بعد رحيل بوهادي، أصبح توليس-جويس حارس المرمى الأساسي خلال موسم 2022، حيث بدأ جميع المباريات الثلاثين. فازت بخمسة جوائز إنقاذ الأسبوع، وتم اختيارها ضمن فريق الشهر في الدوري الوطني لكرة القدم للسيدات لشهر مايو، وحصلت على جائزة فريق البطولة في كأس التحدي. تم ترشيحها أيضًا لجائزة أفضل حارسة مرمى في الدوري الوطني لكرة القدم للسيدات لهذا العام. في يوليو 2022، وقعت على تمديد عقدها مع النادي حتى موسم 2024.

### مانشستر يونايتد
في 14 سبتمبر 2023، انضم توليس-جويس إلى نادي مانشستر يونايتد. ظهرت لأول مرة في 9 نوفمبر 2023، وحافظت على نظافة شباكها في فوز 7-0 على إيفرتون في مرحلة المجموعات كأس رابطة كرة القدم للسيدات 2023–24. شاركت توليس-جويس أساسيةً في جميع مباريات دور المجموعات الأربع، وكانت هذه هي مشاركتها الوحيدة هذا الموسم كلاعبة احتياطية خلف ماري إيربس، حيث حافظت على نظافة شباكها في مباراتين واستقبلت ثلاثة أهداف. احتل مانشستر يونايتد المركز الثاني في المجموعة، لكنه لم يتأهل إلى الأدوار الإقصائية. بعد رحيل إيربس في صيف 2024، تولت توليس-جويس دور حارسة المرمى الأساسية. وشاركت لأول مرة في دوري السوبر للسيدات في 21 سبتمبر، حيث لعبت أساسيةً وحافظت على نظافة شباكها في المباراة الافتتاحية التي انتهت بفوز الفريق بنتيجة 3-0 على ملعب أولد ترافورد. في 25 أبريل 2025، مددت عقدها مع النادي حتى يونيو 2028. حافظت توليس-جويس على نظافة شباكها في 13 مباراة خلال موسم دوري السوبر للسيدات 2024–25، وتقاسمت جائزة القفاز الذهبي مع نادي تشيلسي هانا هامبتون.

## مسيرتها الدولية
في يونيو 2022، أُدرجت توليس-جويس ضمن التشكيلة المؤقتة للمنتخب الوطني الأمريكي المكونة من 59 لاعبة لبطولة الكونكاكاف للسيدات 2022. في 18 نوفمبر 2024، تلقت أول استدعاء رسمي لها للمشاركة في مباراتين وديتين ضد إنجلترا وهولندا. شاركت توليس-جويس لأول مرة مع المنتخب الأول في 5 أبريل 2025، وحافظت على نظافة شباكها في مباراة ودية ضد البرازيل انتهت المباراة بفوز منتخب الولايات المتحدة بنتيجة 2-0.

## حياتها الشخصية
تخصصت توليس-جويس في علم الأحياء البحرية، وهي غواصة علمية معتمدة.

## إحصائيات =

### النادي
| النادي          | الموسم   | الدوري                           | الدوري | الدوري | الكأس الوطنية | الكأس الوطنية | كأس الدوري | كأس الدوري | البطولات القارية | البطولات القارية | أخرى | أخرى  | الإجمالي | الإجمالي |
| النادي          | الموسم   | القسم                            | لعب    | أهداف  | لعب           | أهداف         | لعب        | أهداف      | لعب              | أهداف            | لعب  | أهداف | لعب      | أهداف    |
| --------------- | -------- | -------------------------------- | ------ | ------ | ------------- | ------------- | ---------- | ---------- | ---------------- | ---------------- | ---- | ----- | -------- | -------- |
| ريمس            | 2018–19  | الدوري الثاني                    | 3      | 0      | 0             | 0             | —          | —          | —                | —                | —    | —     | 3        | 0        |
| ريمس            | 2019–20  | الدوري الفرنسي الممتاز           | 16     | 0      | 0             | 0             | —          | —          | —                | —                | —    | —     | 16       | 0        |
| ريمس            | 2020–21  | الدوري الفرنسي الممتاز           | 22     | 0      | 0             | 0             | —          | —          | —                | —                | —    | —     | 22       | 0        |
| ريمس            | الإجمالي | الإجمالي                         | 41     | 0      | 0             | 0             | 0          | 0          | 0                | 0                | 0    | 0     | 41       | 0        |
| أولمبيك رين     | 2021     | الدوري الوطني لكرة القدم للسيدات | 1      | 0      | —             | —             | 0          | 0          | —                | —                | 0    | 0     | 1        | 0        |
| أولمبيك رين     | 2022     | الدوري الوطني لكرة القدم للسيدات | 22     | 0      | —             | —             | 7          | 0          | —                | —                | 1    | 0     | 30       | 0        |
| أولمبيك رين     | 2023     | الدوري الوطني لكرة القدم للسيدات | 16     | 0      | —             | —             | 0          | 0          | —                | —                | —    | —     | 16       | 0        |
| أولمبيك رين     | الإجمالي | الإجمالي                         | 39     | 0      | 0             | 0             | 7          | 0          | 0                | 0                | 1    | 0     | 47       | 0        |
| مانشستر يونايتد | 2023–24  | دوري السوبر للسيدات              | 0      | 0      | 0             | 0             | 4          | 0          | 0                | 0                | —    | —     | 4        | 0        |
| مانشستر يونايتد | 2024–25  | دوري السوبر للسيدات              | 22     | 0      | 5             | 0             | 3          | 0          | —                | —                | —    | —     | 30       | 0        |
| مانشستر يونايتد | المجموع  | المجموع                          | 22     | 0      | 5             | 0             | 7          | 0          | 0                | 0                | 0    | 0     | 34       | 0        |
| إجمالي          | إجمالي   | إجمالي                           | 102    | 0      | 5             | 0             | 14         | 0          | 0                | 0                | 1    | 0     | 122      | 0        |

1. ↑  يشمل كأس الاتحاد الإنجليزي للسيدات
2. ↑  يشمل كأس التحدي للدوري الوطني لكرة القدم للسيدات وكأس الدوري الإنجليزي للسيدات
3. ↑  المشاركة في تصفيات الدوري الوطني لكرة القدم للسيدات

### إحصائية الدولي
| المنتخب الوطني   | السنة   | المشاركات | الأهداف |
| ---------------- | ------- | --------- | ------- |
| الولايات المتحدة | 2025    | 3         | 0       |
| المجموع          | المجموع | 3         | 0       |

## الإنجازات
ستاد ريمس
- دوري الدرجة الثانية للسيدات: 2018-19

أوليمبيك رين
- درع الدوري الوطني لكرة القدم للسيدات: 2022

مانشستر يونايتد
- كأس الاتحاد الإنجليزي للسيدات: 2023-24؛ المركز الثاني: 2024-25

جوائز الفردية
- فريق الشهر في الدوري الوطني لكرة القدم للسيدات: مايو 2022
- فريق بطولة كأس التحدي في الدوري الوطني لكرة القدم للسيدات: 2022
- لاعبة العام في مانشستر يونايتد للسيدات: 2024-25
- فريق الموسم في الدوري الوطني لكرة القدم للسيدات من باركليز: مايو 2025
- القفاز الذهبي في الدوري الوطني لكرة القدم للسيدات من باركليز: 2024-25